# سوني للترفيه الموسيقي
سوني للترفيه الموسيقي (بالإنجليزية: Sony Music Entertainment)‏ هي ثاني أكبر شركة تسجيل موسيقية عالمية بين شركات التسجيل «الاربعة الكبار» وتدار من قبل شركة سوني الأمريكية، فرع الولايات المتحدة لشركة سوني اليابانية. تأسست الشركة والتي تطورت فيما بعد لتصبح سوني للترفيه الموسيقي في عام 1929 باسم شركة التسجيلات الأمريكية من خلال دمج العديد من التسجيلات الأصغر. في 17 نوفمبر 1987 استحوذت شركة سوني الأمريكية على الشركة التي في ذلك الوقت عرفت باسم تسجيلات كولومبيا، بمبلغ مليارَي دولار أمريكي لملاكها شركة سي بي إس. وأعادت سوني تسمية الشركة بسوني للترفيه الموسيقي في 1 يناير 1991، بعد تحقيق الشروط الموضوعة تحت شروط الاستحواذ 1988 والذي منح ترخيص مؤقت لاستخدام علامة سي بي اس التجارية.